# Rusu Masakage
Rusu Masakage est un nom japonais traditionnel ; le nom de famille (ou le nom d'école), Rusu, précède donc le prénom (ou le nom d'artiste).
Rusu Masakage (留守 政景, 1549-28 février 1607) est un samouraï de la fin de l'époque Sengoku et du début de l'époque Azuchi-Momoyama. Vassal du clan Date, Masakage est l'oncle du fameux Date Masamune.
Masakage, ou « Rokurō » comme il est d'abord appelé, est le fils de Date Harumune. Il est plus tard adopté par Rusu Akimune, chef du clan Rusu qui dirige le district de Miyagi. En 1568, il épouse la fille de Kurokawa Sama-no-Kami Haruuji, seigneur du district de Kurokawa (plus tard connu sous le nom d'Aizu). Masakage contribue très fortement à la défense du clan Date contre de nombreuses oppositions. Il est également impliqué dans le conflit de succession. Extrêmement proche de Masamune en tant que l'un de ses principaux subordonnés, Masakage lui apporte de nombreuses victoires dont la plus importante est celle qu'il remporte à Ōshū.
Il participe également au siège de Hasedō en 1600. 

## Source de la traduction
- (en) Cet article est partiellement ou en totalité issu de l’article de Wikipédia en anglais intitulé « Rusu Masakage » (voir la liste des auteurs).